# فریاد دوردست
فریاد دوردست (انگلیسی: The Far Call) یک فیلم گمشده آمریکایی به کارگردانی آلن دوان است که در سال ۱۹۲۹ منتشر شد. این فیلم یکی از آخرین فیلم‌های صامتی بود که با دستگاه مووی‌تن شرکت فاکس بر روی آن موسیقی و جلوه‌های صوتی گذاشته بودند.

## بازیگران
- چارلز مورتون
- لیلا هایمز
- وارنر بکستر
- آرتور استون
- وارن هایمر
- تاینی سندفورد
- اولریش هاوپت
- چارلز میدلتون
- پت هارتیگان
- چارلز گورمن
- ایوان لینو
- سام بیکر
- برنارد سیگل